# Baitafan
Baitafan (kinesiska: 白塔畈) är en köping i östra Kina. Den ligger i Jinzhai härad i staden Lu'an i provinsen Anhui, omkring 120 kilometer väster om provinshuvudstaden Hefei. Antalet invånare är 38454. Befolkningen består av 18 746 kvinnor och 19 708 män. Barn under 15 år utgör 21,0 %, vuxna 15-64 år 67 %, och äldre över 65 år 10,0 %.